# Futsal Rock Cup 2018
La Futsal Rock Cup 2018 fue la quinta (5.°) edición de la Futsal Rock Cup, la copa nacional de fútbol sala de Gibraltar, organizada por la Asociación de Fútbol de Gibraltar. Todos los partidos se jugaron en el Tercentenary Sports Hall. Lynx F. C. se proclamó campeón luego de vencer en la final a Glacis United por 6 - 3.

## Equipos participantes
En esta edición participaron todos los equipos activos en la Liga de fútbol sala de Gibraltar 2017-18: 29 clubes (9 en División 1, 10 en División 2, 10 en División 3). 

## Partidos preliminares
- Glacis United 7 - 4 Stallions F. C.[3]

- Sporting Gibraltar 6 - 4 Saint New Team[4]

## Etapas finales
|  | Semifinales                     | Semifinales         |               |   | Final               | Final               |  |
|  | 23 de junio de 2018             | 23 de junio de 2018 |               |   | 24 de junio de 2018 | 24 de junio de 2018 |  |
|  |                                 |                     |               |   |                     |                     |  |
|  |                                 |                     |               |   |                     |                     |  |
|  | Lynx F. C.                      |                     |               |   |                     |                     |  |
|  |                                 |                     |               |   |                     |                     |  |
|  | Gibraltar Phoenix Gourmet Grill |                     |               |   |                     |                     |  |
|  |                                 | Lynx F. C.          | 6             |   |                     |                     |  |
|  |                                 |                     | 6             |   |                     |                     |  |
|  |                                 |                     | Glacis United | 3 |                     |                     |  |
|  | Glacis United                   | 3                   | Glacis United | 3 |                     |                     |  |
|  | Glacis United                   | 3                   |               |   |                     |                     |  |
|  | Gibraltar United                | 0                   |               |   |                     |                     |  |
|  | Gibraltar United                | 0                   |               |   |                     |                     |  |
|  |                                 |                     |               |   |                     |                     |  |